# Лоуэлл, Август
Август Лоуэлл (англ. Augustus Lowell, 15 января 1830 — 22 июня 1900) — богатый промышленник, филантроп, садовод и общественный деятель из Массачусетса. Член семьи брамина Лоуэлла, он родился в Бостоне в семье Джона Эмори Лоуэлла и его второй жены Элизабет Кэбот Патнэм. Его прадед, Джон Лоуэлл, был одним из первых судей вновь созданных федеральных судов, назначенных президентами Джорджем Вашингтоном и Джоном Адамсом. Старший брат Августа, судья Джон Лоуэлл, будет назначен на те же места, что и их прадед, президентами Авраамом Линкольном и Резерфордом Хейсом.

## Семья
Лоуэлл был в пятом поколении своей семьи, окончившем Гарвардский колледж в 1850 году. 1 июня 1854 года он женился на Кэтрин Бигелоу Лоуренс (21 февраля 1832 — 1 апреля 1895), дочери достопочтенного Эбботта Лоуренса. Август и Кэтрин смогли проследить свою родословную от самых первых колониальных поселенцев и основателей Новой Англии в середине XVII века и даже дальше от известных английских семей XII и XIII веков.

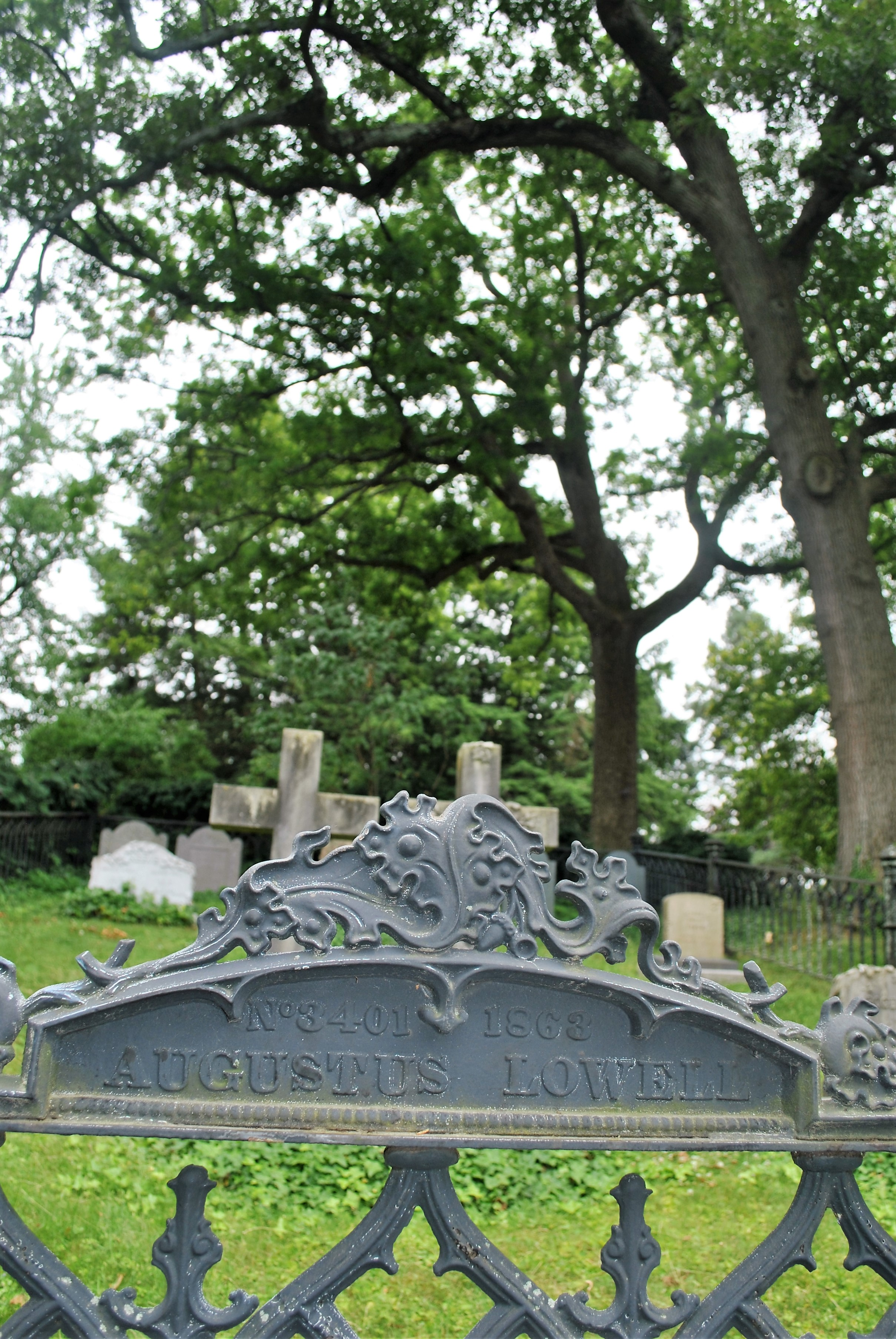
Кладбище Маунт-Оберн

У Августа и Кэтрин Лоуэлл было семеро детей, и поэтому они назвали свое поместье в Брукллайне (Массачусетс) площадью 10 акров (40 000 м2), Севенелс. Семья Лоуэллов потеряла двоих детей в младенчестве, но их оставшиеся в живых дети приобрели большую известность. Старший сын Персиваль Лоуэлл написал несколько книг о Дальнем Востоке и о планете Марс, основал обсерваторию Лоуэлла во Флагстаффе, штат Аризона. Их второй сын, Эббот Лоуренс Лоуэлл, сменил Августа на посту попечителя в Институте Лоуэлла в 1900 году и стал президентом Гарвардского колледжа в 1909 году, занимая эту должность до 1933 года. Одна из их дочерей, Кэтрин Лоуэлл, вышла замуж (1) за Джеймса Альфреда Рузвельта из клана Лонг-Айленда и (2) за Т. Джеймса Боулкера, владельца бостонской хлопчатобумажной фабрики. Другая дочь, Элизабет Лоуэлл Патнэм, была видным активистом в области дородового ухода. А их младшая дочь Эми Лоуэлл, на 20 лет младше своих братьев, стала вторым знаменитым поэтом в семье Лоуэллов.

## Карьера
Август был казначеем Merrimack Manufacturing Company, текстильной фабрики в Лоуэлле, штат Массачусетс, на протяжении большей части своей ранней карьеры. В 1875 году он стал казначеем хлопковой фабрики Бутта, также в Лоуэлле. А в 1883 году он был директором компании Winnipiseogee Lake по производству хлопка и шерсти. Все должности, которые когда-то занимал его отец, Джон Эмори, в одних и тех же компаниях. С 1878 года он был также директором Pacific Mills в Лоуренсе, Массачусетс, крупнейшего текстильного комбината того времени.
Лоуэлл также был членом Корпорации Массачусетского технологического института и вице-президентом Американской академии искусств и наук. В 1881 году после смерти отца Август был назначен единственным попечителем Института Лоуэлла, и эту должность он занимал последние 20 лет своей жизни.